# ステップ (フィギュアスケート)
ステップ（Step）は、フィギュアスケートにおける要素のひとつ。

## 概要
フィギュアスケートにおけるステップは、基本的にストロークをして滑ることであり厳密にはムーヴズインザフィールドに含まれる。ただし、競技会レベルではエッジを巧みに使い複雑なステップを続けて行うこと（シークエンス）が求められており、国際スケート連盟のルールでは、ステップシークエンスとして男子シングル、女子シングル、ペアおよびアイスダンスの必須要素となっている。
ステップシークエンスには、後述するステップ及びターンの種類に含まれるものを含んでいなければならない。
ISUジャッジングシステムでは、ステップシークエンスはBから4の5段階でレベルという概念が取り入れられており、レベルの数値が大きいほどが高い基礎点が与えられる。この判定は技術審判によって行われ、レベルアップは、ガイドラインに沿うレベルアップの要件を満たすか、それと同等といえる工夫が見られた場合に認められる。要素の出来栄えによってGOEで加点・減点の評価を受ける。
2012-2013シーズンより、男女シングルとペアにおいてはリンクの使い方による区分を廃止し、ステップシークエンス（略記：StSq）の名称に変更された。

### ステップ及びターンの種類
ステップの種類
「トウステップ」「シャッセ」「モホーク」「チョクトー」「クロスロール」「チェンジエッジによるカーブ」
ターンの種類
「スリーターン」「ブラケット」「カウンター」「ロッカー」「ツイズル」「ループ」

## ステップシークエンスの種類
ステップシークエンスは、リンクをどのように使い滑っているかで3つに分けることができる。
- ストレートラインステップシークエンス（略記：SlSt） - リンクのショートサイドから反対側のショートサイドへ、またはリンクの対角線を直線的に進むステップシークエンスを指す。ただし、アイスダンスではリンクのショートサイドから反対側のショートサイドへ直線的に進むステップシークエンスをミッドラインステップシークエンス、対角線を直線的に進むステップシークエンスをダイアゴナルステップシークエンスの2つに区別される。距離がISU公認ステップ要素の中で一番短いため、演技後半のクライマックスで行われることが多い。

- サーキュラーステップシークエンス（略記：CiSt） - リンクの短辺を直径とする円を描くように進むステップシークエンスを指す。開始位置と終了位置が円で結ばれることが求められる。つまり描いた円弧に隙間が開くと減点対象となる。スケーター自身に遠心力もかかるため、難度が高いが、男子では2種類のステップシークエンスを行う必要があるため（2009-2010シーズンまで）、使用率は高かった。

- サーペンタインステップシークエンス（略記：SeSt） - リンクの端から端まで大きく蛇行しながら進むステップシークエンスを指す。移動距離が最も長く、スケーターへの体力的負担が大きいにもかかわらず点数が他2ステップと同じなため、他2ステップに比べて取り入れられる割合が極端に少ない。元々ステップ要素が長すぎると見栄えが失われるという懸念がある事や、1ステップ要素に過剰に時間を取られてしまう事もあまり採用されない理由のひとつとされている。

## その他
- シンクロナイズドトゥイズル - スピンのように回転しながら片足で移動するステップを指す。アイスダンスでのみ必須要素となっている。

## 得点
ISUジャッジングシステムにおけるステップの得点はフィギュアスケートの採点法を参照。